# Надь Абоньи, Мелинда
Мелинда Надь Абоньи (венг. Nagy Abonyi Melinda, нем. Melinda Nadj Abonji; род. 22 июля 1968, Бечей, Югославия, ныне Сербия) — швейцарская писательница венгерско-сербского происхождения, пишет на немецком языке.

## Биография
Семья принадлежала к венгерскому меньшинству Воеводины, дома говорили по-венгерски. В 1973 году вместе с родителями приехала в Швейцарию. Закончила Цюрихский университет (1997), где изучала историю и германистику. Получила швейцарское гражданство. Живёт в Цюрихе.

## Творчество
Автор новелл, романов, пьес. Входит в Объединение писателей и писательниц Швейцарии. Активно участвует в литературных фестивалях, чтениях и т. п. Её проза входит в представительные антологии современной швейцарской литературы. Сотрудничает с рок-музыкантами, участвует в перформансах.

## Избранные произведения

### Новеллы
- Der Mann ohne Hals; Canal Grande// Sprung auf die Plattform. Junge Schweizer Literatur. Zürich: Nagel & Kimche, 1998

### Романы
- Im Schaufenster im Frühling. Zürich: Ammann, 2004 (переизд. 2011)
- Голуби взлетают/ Tauben fliegen auf. Salzburg: Jung und Jung, 2010 (переизд. 2011, 2012; исп., чеш., голл., швед. пер. 2011, фр., польск., серб., словен. и венг. пер. 2012)

### Пьесы
- Mond? Mond! Eine chorische Erzählung (пост. в театре Люцерна, 2006)

## Признание
Неоднократный лауреат премий и стипендий города и кантона Цюрих, Фонда Pro Helvetia. Hermann Ganz Preis (2001). Немецкая книжная премия (2010, ). Швейцарская книжная премия (2010, ).